# الخطوط الجوية الفرنسية الرحلة 4590
رحلة الخطوط الجوية الفرنسية رقم 4590 (بالإنجليزية: Air France Flight 4590) هي رحلة طيران قامت في 25 يوليو 2000 من باريس إلى نيويورك وعلى متنها 100 راكب و9 من أفراد الطاقم وفجأة قبل إقلاعها حدث حريق في الجناح الأيسر وتحطمت في فندق مطار شارل ديغول في بلدة جونيس قرب باريس، وسبب الحادث هو سلك معدني طوله لا يتعدى 43 سم كان موجوداً في ممر الإقلاع. حيث ارتطمت به الطائرة بينما كانت تسير بسرعة 350 كم في الساعة. فانفجر ذلك الإطار الحساس أصلاً، مطيراً قطعة تزن 25 كغم من الإطار لتصطدم بمحركات الجناح الأيسر. فتسللت كميات كبيرة من الوقود على طول الجناح وعلى المحركات. إلا أن هذا لم يكن كافياً لاشتعال الطائرة. حيث اشتعلت النيران عندما طارت قطعة أخرى صغيرة من الإطار المفجور بنفس الوقت مع خروج القطعة الأولى، قاطعة سلكاً كهربائياً بالقرب من الجناح مما أدى إلى اشتعال شرارة أشعلت الوقود المتسرب الذي بدوره أشعل حريقاً كبيراً في جناح الطائرة بأكمله أدى إلى إيقاف محركات ذلك الجناح.

## الخلفية
سقطت طائرة الكونكورد بعد إقلاعها بدقائق معدودة من مطار شارل ديغول في 25 تموز/يوليو من عام 2000 حيث اشتعل حريق مفاجئ في جناح الطائرة الأيسر مسبباً فقدان توازنها مما أدى إلى وقوعها وتحطمها على سطح فندق قريب من المطار. نجم عن هذا الحادث الكارثي مقتل 109 أشخاص هم جميع الركاب وطاقم الطائرة. بالإضافة إلى 4 أشخاص كانوا في الفندق الذي تحطمت عليه الطائرة، لتصل محصلة الضحايا إلى 113 شخصاً.
عرف عن الكونكورد إتباعها لمعايير سلامة عالية جعلتها الطائرة الأكثر أمانا في العالم. فلم يقتل إنسان أو يتعرض للموت عن طريق الكونكورد قبل هذه الحادثة طوال 25 عاماً. على أن ما يجب ذكره أن إطاراتها حساسة للغاية وذات ضغط عال وكان معدل تفجرهم أكثر بـ 60 مرة من الطائرات العادية. إلا أن حوادث تفجر الإطارات لم تؤذ أحداً.
كشفت التحقيقات على أن سبب الحادث هو سلك معدني طوله لا يتعدى 43 سم كان موجوداً في ممر الإقلاع. حيث ارتطمت به الطائرة بينما كانت تسير بسرعة 350 كم في الساعة. فانفجر ذلك الإطار الحساس أصلاً، مطيراً قطعة تزن 25 كغم من الإطار لتصطدم بمحركات الجناح الأيسر. فتسللت كميات كبيرة من الوقود على طول الجناح وعلى المحركات. إلا أن هذا لم يكن كافياً لاشتعال الطائرة. حيث اشتعلت النيران عندما طارت قطعة أخرى صغيرة من الإطار المفجور بنفس الوقت مع خروج القطعة الأولى، قاطعة سلكاً كهربائياً بالقرب من الجناح مما أدى إلى اشتعال شرارة أشعلت الوقود المتسرب الذي بدوره أشعل حريقاً كبيراً في جناح الطائرة بأكمله أدى إلى إيقاف محركات ذلك الجناح.
قد يتساءل البعض ألم يرَ القائد الحريق قبل أن يقلع وإذا رآها لماذا أقلع؟ الحقيقة أن الطائرة كانت على قرب من نهاية ممر الإقلاع وتسير بسرعة عالية جداً فوصلت إلى نقطة اللاعودة عندما اندلع الحريق فوجب إقلاعها بأي شكل من الأشكال.
لم يعرف الطيار أن هناك حريقاً هائلاً بالمحرك الأيسر للطائرة إلا بعد أن أخبره برج مراقبة شارل ديجول بأن هناك حريق
بعد هذا الحادث توقفت الطائرة عن الطيران لمدة سنة كاملة لتحسين إجراءات السلامة عليها. هذه الإجراءات الاحترازية الجديدة جعلت من الرحلة باهظة التكاليف. فتوقفت الطائرة عن العمل تماماً في عام 2003.

## خطوط كونتيننتال الجويةالرحلة 55
عرف المحققون الفرنسيون مصدر الشريط المعدني المصنوع من سبائك التيتانيوم كانت تعود إلى طائرة ماكدونل دوغلاس دي سي-10-30 التابعة لخطوط كونتيننتال الجوية الرحلة 55 ويقول مراقبوا الحركة الجوية في مطار باريس شارل ديغول أن طائرة خطوط كونتيننتال الجوية الرحلة 55 قد أقلعت قبل 5 دقائق من الخطوط الجوية الفرنسية الرحلة 4590 وكانت طائرة ماكدونل دوغلاس دي سي-10 تحمل على متنها 255 راكباً و25 من أفراد الطاقم وكانت متجهة من باريس إلى نيويورك وبعد 5 أسابيع تعقبوا طائرة خطوط كونتيننتال الجوية في مطار جورج بوش الدولي بهيوستن ووجدوا أن الشريط المعدني الذي تمت صيانته قبل 16 يوماً من الحادثة كان مفقوداً وفي 24 أكتوبر 2003 أي بعد 3 سنوات من الحادثة قامت طائرة الكونكورد بآخر رحلاتها من باريس إلى نيويورك.